# Helmut Müller (bestuurder)

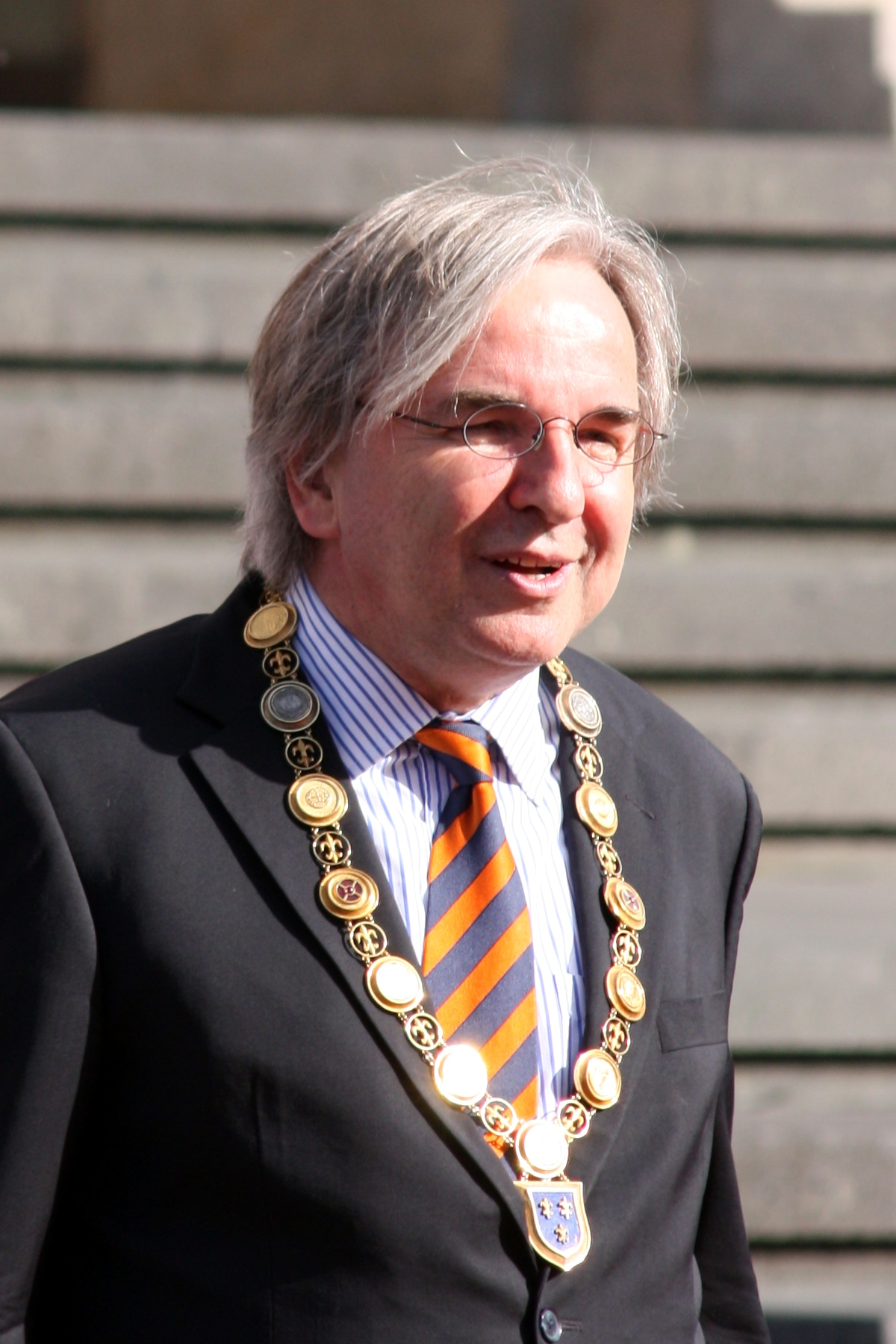
Helmut Müller in 2013

Helmut Müller (Heidelberg, 31 mei 1952) is een Duits CDU-politicus. Hij was tussen 2007 en 2013 Oberbürgermeister van Wiesbaden.
- Gemeinsame Normdatei: 103576024X
- International Standard Name Identifier: 0000 0001 4000 5090
- Library of Congress Control Number: n2014041381
- Nationale Bibliotheek van Tsjechië: ola2004212182
- Virtual International Authority File: 62155982